# بدری لطیف
بدری لطیف زاده ۲ نوامبر ۱۹۷۷ در برلین، آلمان است، بدری لطبف ایرانی‌تبار و عضو سابق تیم ملی هاکی روی چمن آلمان بود که با به همراه این تیم، قهرمان مسابقات هاکی روی چمن المپیک تابستانی ۲۰۰۴ آتن شد.